# Dolmen des Courades
Pour les articles homonymes, voir Pierre levée.
Le dolmen des Courades, dit la Pierre Levée, est situé sur la commune de Saint-Même-les-Carrières en Charente.

## Historique
L'édifice est signalé dès 1835 par François Marvaud qui en donne une description où la table de couverture est déjà renversée. Il a été classé monument historique par arrêté du 22 décembre 1926.

## Description
La chambre de forme rectangulaire ouvre à l'est. Elle est délimitée par cinq orthostates, dont les plus hauts atteignent 1,90 m de hauteur, qui étaient joints par des murets en pierres sèches. Elle était recouverte d'une unique table de couverture, désormais brisée en 10 morceaux, qui mesurait à l'origine 5 m de long sur au maximum 3 m de large et 0,90 m d'épaisseur. Le pilier nord-est pourrait avoir été constitué de deux blocs superposés, le bloc supérieur gisant désormais à l'intérieur de la chambre.
La grande originalité de cet édifice réside dans la dalle (4 m de long sur 2,70 m de large) qui recouvre entièrement le sol de la chambre (le seul autre cas connu dans la région est le dolmen A de la Sauzaie à Soubise). Cette dalle a été creusée en auge avec un double-bassin sur une profondeur de 0,20 à 0,35 m, l'épaisseur du bloc atteignant près d'un mètre par endroits, soit un poids total estimé à 18 tonnes. Robert Delamain a émis comme hypothèse que la dalle aurait été posée pour préserver les sépultures de l'humidité émanant de la proximité de la source voisine du ruisseau de la Smaronne. L'auge a été creusée à une époque récente (creusement par usage d'outils métalliques) et pourrait avoir servi pour entreposer le raisin provenant des vignes environnantes.
Pillé très anciennement, la fouille du dolmen n'a livré qu'une fine feuille d'or.
La voie romaine de Saintes à Périgueux, dite chemin Boisné, pour laquelle il a peut-être servi de repère, passe à proximité.

## Galerie

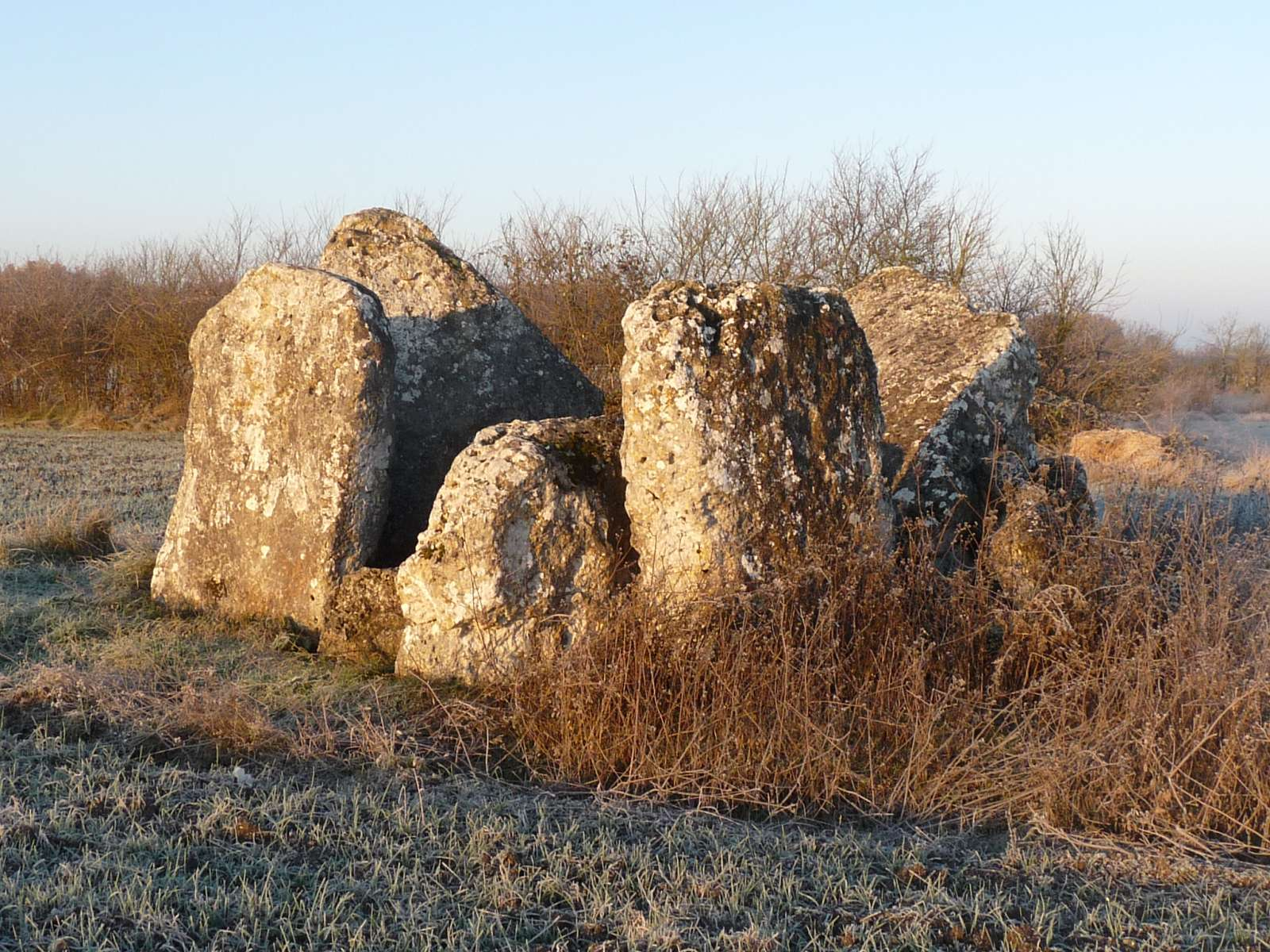
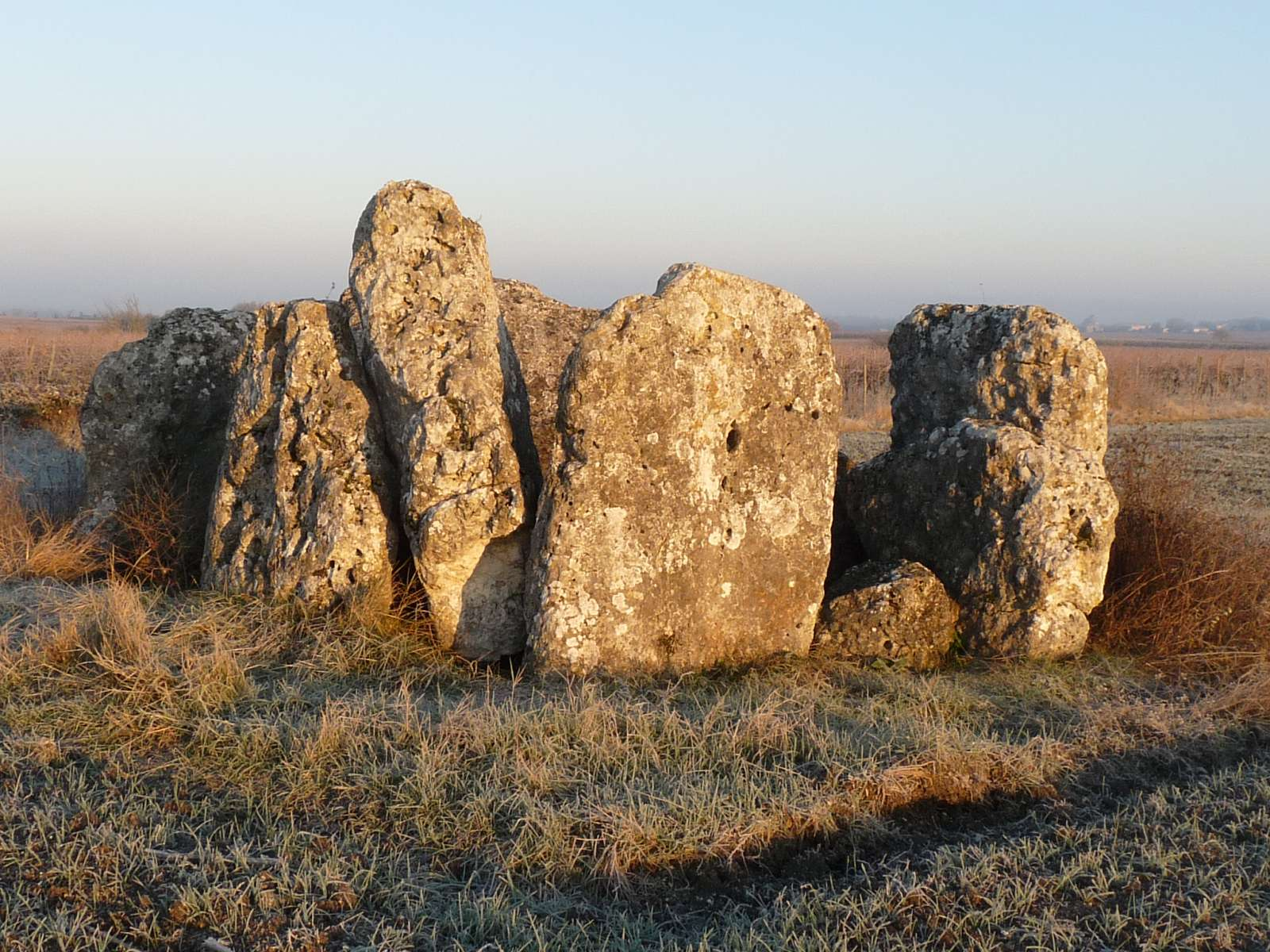
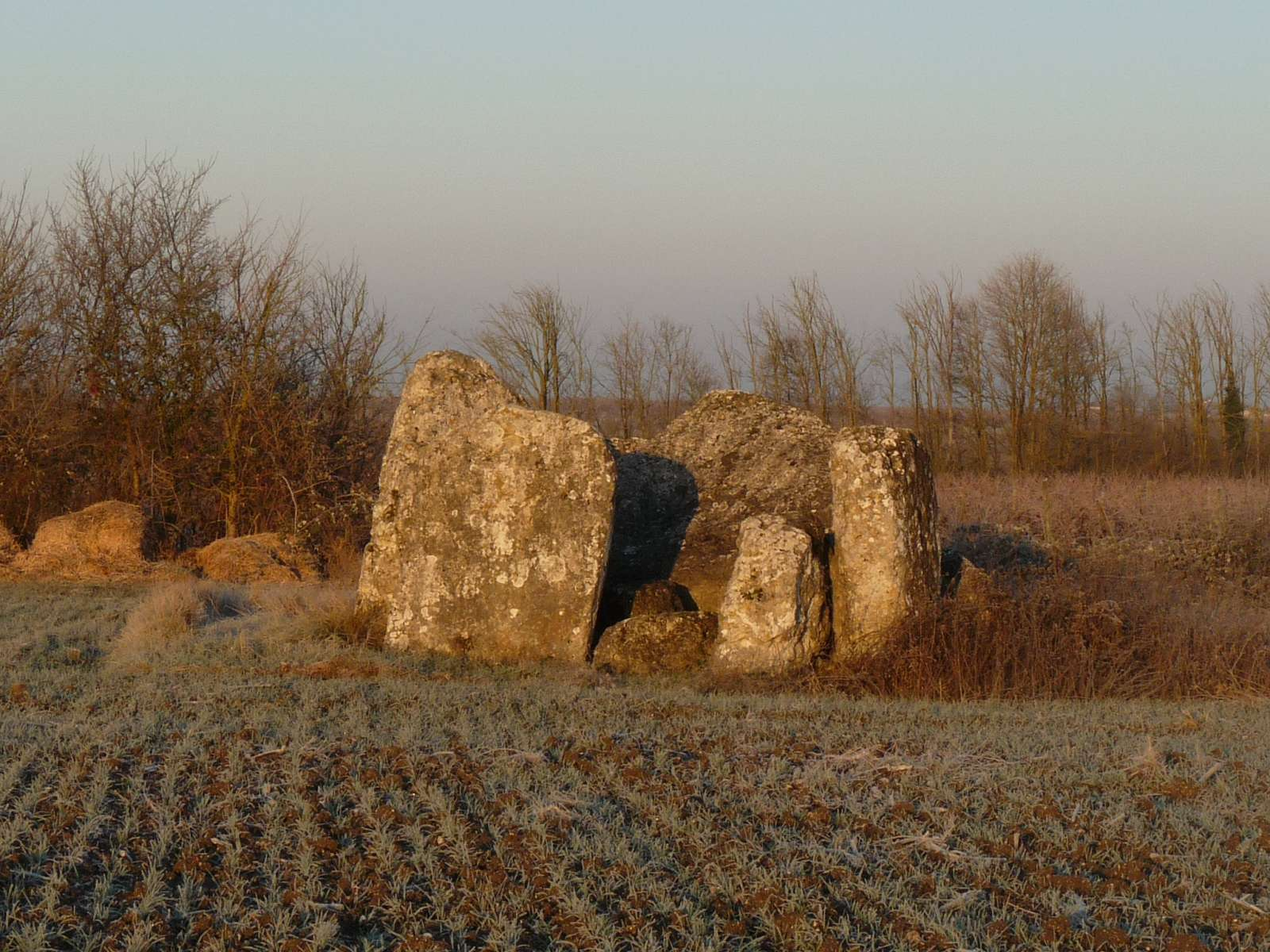
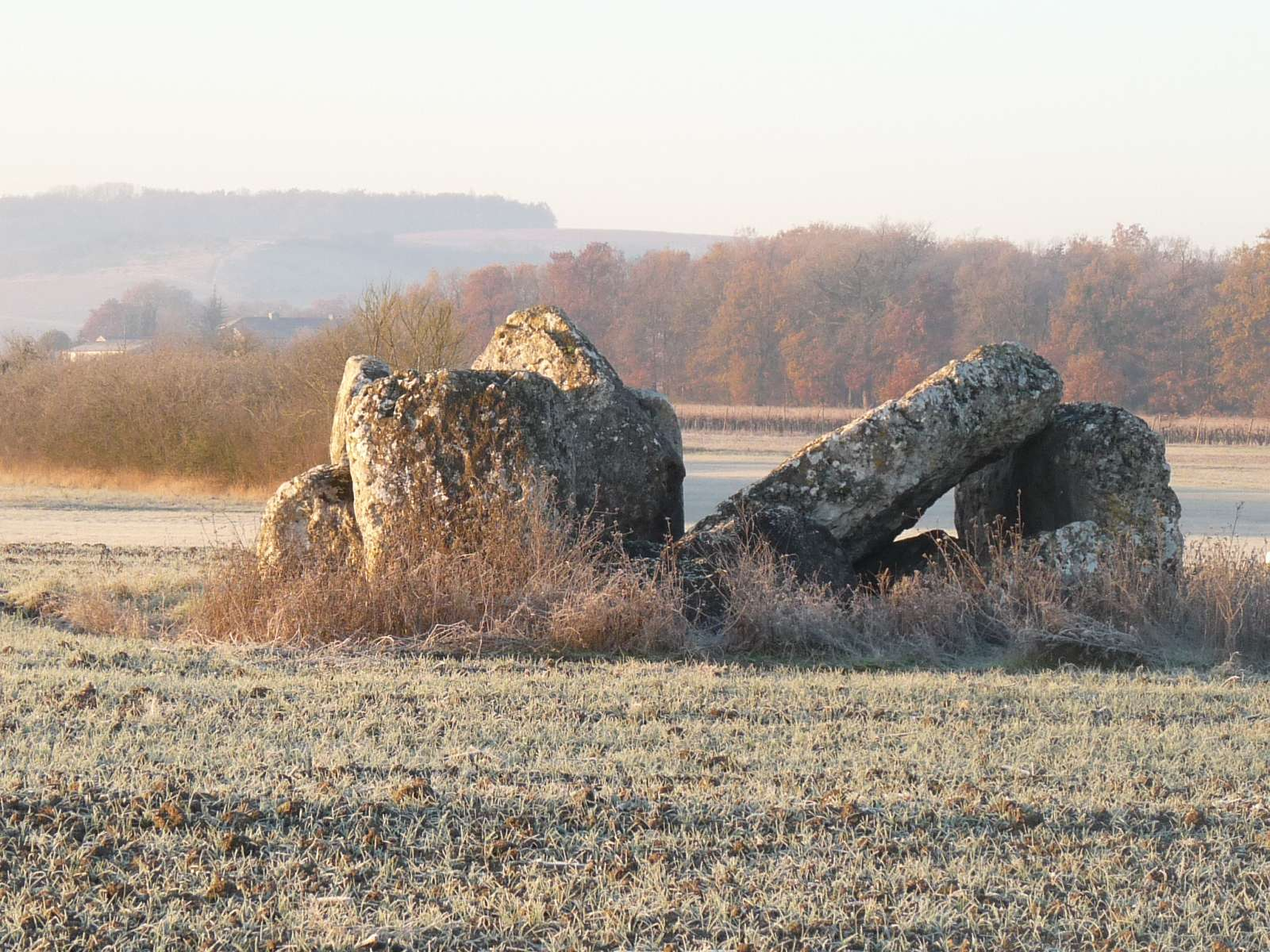